# Giacomo Puccini

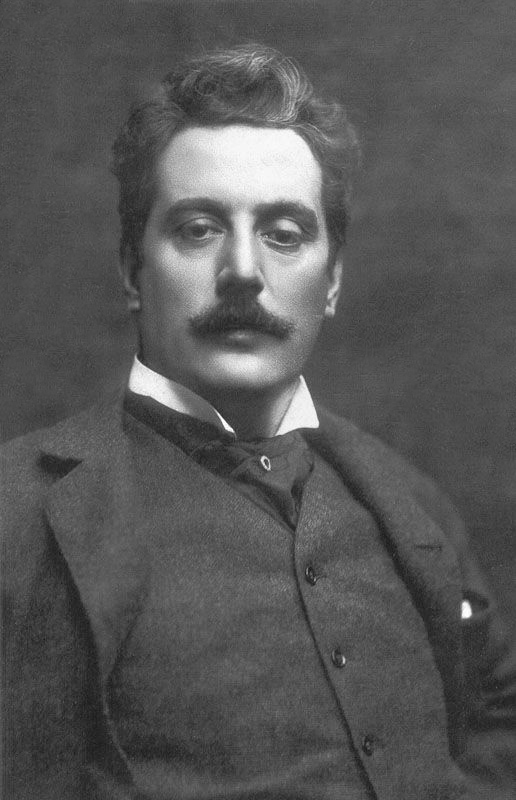
Giacomo Puccini

Giacomo Antonio Domenico Michele Secondo Maria Puccini (italienisch [ˈdʒaːkomo putˈtʃiːni]; * 22. Dezember 1858 in Lucca; † 29. November 1924 in Brüssel) war ein italienischer Komponist. Er ist insbesondere bekannt für seine Opern, die zu den wichtigsten Werken des Verismo gehören.

## Leben
Puccini stammte aus einer Musikerfamilie. Seine Eltern waren Albina Magi und Michele Puccini. Dieser war Leiter der Stadtkapelle von Lucca, Organist am Dom und Komponist von Opern und Messen, sein Großvater Domenico Puccini war ebenfalls ein Komponist von Orchesterwerken und Klavierstücken, und schon sein Ururgroßvater Giacomo Puccini war Komponist und Organist.
Im Jahre 1876 schrieb Giacomo Puccini ein symphonisches Präludium. Er besuchte in Pisa eine Aufführung der Oper Aida von Giuseppe Verdi, die ihn stark beeindruckte. Im Herbst 1880 ging er nach Mailand, wo er sich dank eines Stipendiums am dortigen Konservatorium einschreiben konnte. Sein Lehrer war Amilcare Ponchielli. Puccinis Prüfungsarbeit 1883 war das Capriccio Sinfonico, aus dem er später Teile für den Beginn seiner Oper La Bohème verwendete.
Am 31. Mai 1884 debütierte er im Teatro Dal Verme in Mailand mit seiner Erstlingsoper Le Villi, wofür er beim Publikum und bei der Kritik großen Erfolg erntete. Nach einer langen Entstehungsgeschichte wurde seine Oper Edgar am 21. April 1889 an der Mailänder Scala ohne besonderen Erfolg uraufgeführt. Vier Jahre später, am 1. Februar 1893 fand die Premiere der Oper Manon Lescaut im Teatro Regio in Turin mit großem Erfolg statt. Ebenfalls in diesem Theater wurde am 1. Februar 1896 die Oper La Bohème uraufgeführt, Dirigent war Arturo Toscanini. Am 14. Januar 1900 fand die Uraufführung der Oper Tosca am Teatro Costanzi in Rom statt.
Im Jahr 1903 war Puccini, der schnelle Automobile liebte, in einen schweren Autounfall verwickelt, an dessen Folgen er einige Monate litt. Somit war er eines der ersten prominenten Opfer des motorisierten Straßenverkehrs.

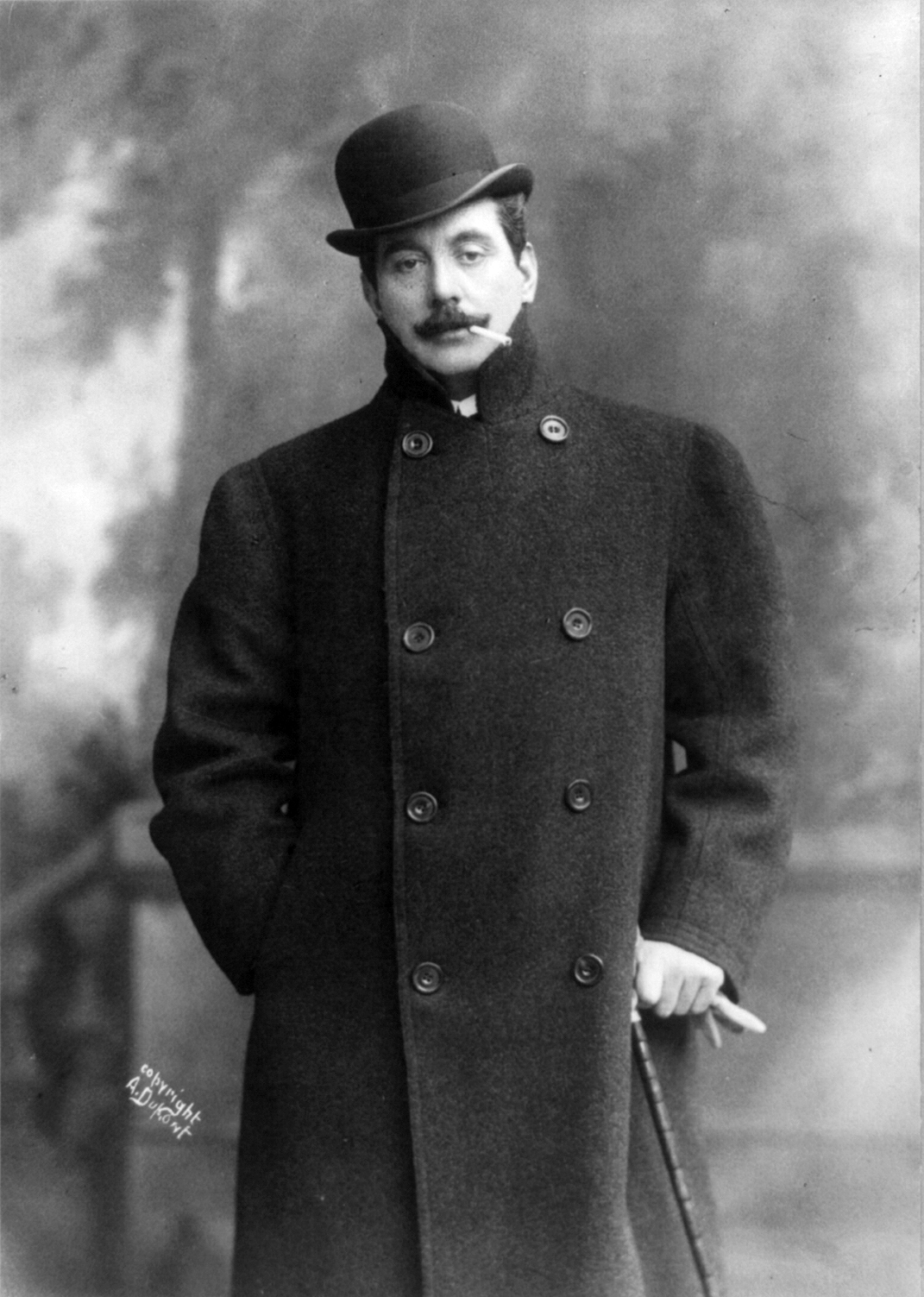
Puccini im Jahr 1908

Am 3. Januar 1904 heiratete Puccini seine Lebensgefährtin, Elvira Bonturi (* 13. Juni 1860, † 9. Juli 1930), mit der er bereits einen Sohn hatte, Antonio (auch Tonio oder Anton; * 23. Dezember 1886; † 21. Februar 1946).
Die Uraufführung seiner Oper Madama Butterfly am 17. Februar 1904 war ein außerordentlicher Misserfolg. Nach einer Überarbeitung u. a. durch seinen Freund und Kollegen Alfred Brüggemann wurde die Oper drei Monate später am Teatro Grande von Brescia erneut aufgeführt und nun begeistert aufgenommen.
Mit La fanciulla del West erlebte er am 10. Dezember 1910 sein glanzvolles Debüt an der Metropolitan Opera in New York. Es dirigierte Arturo Toscanini, die männliche Hauptrolle sang Enrico Caruso, den Part der Minnie Emmy Destinn. Am 14. Dezember 1918 wurden an der Metropolitan Opera die zu einem Triptychon (Il trittico) zusammengefassten Einakter Il tabarro, Suor Angelica und Gianni Schicchi uraufgeführt.
Von 1919 bis 1921 lebte Puccini in Orbetello in der Maremma, wo er auf dem Strand der Tagliata einen alten Aussichtsturm, heute Torre Puccini genannt, aus der Zeit der spanischen Herrschaft kaufte und bewohnte. Hier begann er die Komposition seiner letzten Oper, Turandot, die er unvollendet hinterließ.
1921 siedelte er nach Torre del Lago (heute als Torre del Lago Puccini ein Stadtbezirk von Viareggio) über. Bereits im Jahr 1900 hatte er sich dort ein Haus gekauft. Der passionierte Raucher starb am 29. November 1924 in einer Brüsseler Klinik wenige Tage nach einer Halsoperation wegen Kehlkopfkrebs. Die Gedenkrede bei der Trauerfeier im Mailänder Dom hielt Benito Mussolini.
Puccinis letzte Oper, Turandot, wurde am 25. April 1926 an der Mailänder Scala unter der Leitung Toscaninis in der unvollendeten Fassung uraufgeführt. Toscanini brach die Aufführung an der entsprechenden Stelle mit den Worten ab: „An dieser Stelle starb der Maestro.“ In den folgenden Vorstellungen wurde das Stück mit dem von Franco Alfano nach Entwürfen des Komponisten vollendeten Schluss aufgeführt.
Die Grabstätte Puccinis und seiner Frau befindet sich in seinem Haus in Torre del Lago. Der italienische Staat hat Puccinis Geburtshaus in Lucca, das heute ein Museum beherbergt, zugleich mit den Geburtshäusern von Gioachino Rossini und Giuseppe Verdi, mit dem europäischen Kulturerbe-Siegel ausgezeichnet.
Das künstlerische Schaffen Giacomo Puccinis erstreckte sich von 1884 bis 1924. In dieser Zeit entstanden seine zwölf Opern. Die geringe Zahl seiner Werke scheint unter anderem im frühen Erfolg des Komponisten begründet zu sein, der ihm rasch zu Wohlstand verhalf und der Notwendigkeit enthob, immer neue Stücke zu komponieren. So konnte er etwa seiner Vorliebe für das Reisen ausgiebig nachgehen. Auch legte Puccini generell eine langsame, aber gründliche Arbeitsweise an den Tag. Der enorme Erfolg seiner Werke, der noch zu Lebzeiten einsetzte, hält bis in die Gegenwart an. Er ist einer der häufigsten aufgeführten Opernkomponisten, zusammen mit Mozart und Verdi.

## Bühnenwerke

Das Puccini-Denkmal in Lucca, erschaffen von Vito Tongiani

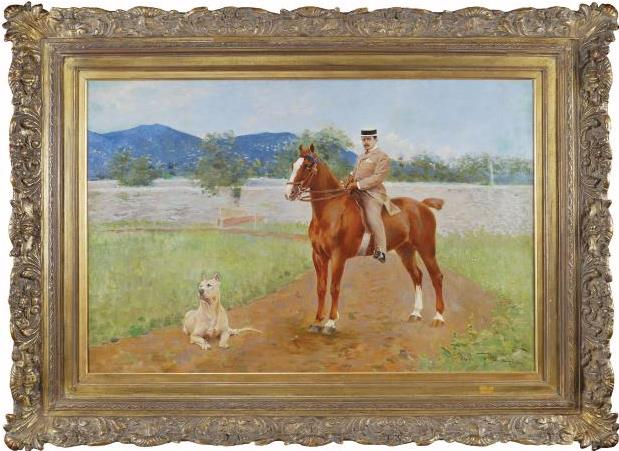
Aleardo Villa (1865–1906), Giacomo Puccini zu Pferd auf seinem Anwesen am Lago di Massaciuccoli, Öl auf Leinwand, Privatsammlung

- Le Villi. Opera-ballo in einem Akt. Libretto: Ferdinando Fontana. UA 31. Mai 1884, Mailand (Teatro Dal Verme);
  - revidierte Fassung: UA 26. Dezember 1884, Turin (Teatro Regio);
  - zweite revidierte Fassung: UA 24. Januar 1885, Mailand (Teatro alla Scala);
  - dritte revidierte Fassung: UA 7. November 1889, Mailand (Teatro Dal Verme).
- Edgar. Dramma lirico in vier Akten. Libretto: Ferdinando Fontana. UA 21. April 1889, Mailand (Teatro alla Scala);
  - revidierte Fassung: UA 5. September 1892, Lucca (Teatro del Giglio);
  - zweite revidierte Fassung: UA 28. Januar 1892, Ferrara (Teatro Comunale);
  - dritte revidierte Fassung: UA 8. Juli 1905, Buenos Aires (Teatro Ópera).
- Manon Lescaut. Dramma lirico in vier Akten. Libretto: Marco Praga, Domenico Oliva, Ruggero Leoncavallo, Luigi Illica, Giuseppe Giacosa, Giulio Ricordi. UA 1. Februar 1893, Turin (Teatro Regio);
  - revidierte Fassung: UA 21. Dezember 1893, Novara (Teatro Coccia).
- La Bohème. Oper in vier Bildern. Libretto: Giuseppe Giacosa, Luigi Illica. UA 1. Februar 1896, Turin (Teatro Regio).
- Tosca. Melodramma in drei Akten. Libretto: Luigi Illica, Giuseppe Giacosa. UA 14. Januar 1900, Rom (Teatro Costanzi).
- Madama Butterfly. Tragedia giapponese (2 Akte). Libretto: Luigi Illica, Giuseppe Giacosa. UA 17. Februar 1904, Mailand (Teatro alla Scala);
  - revidierte Fassung: UA 28. Mai 1904, Brescia (Teatro Grande);
  - zweite revidierte Fassung: UA 10. Juli 1905, London (Covent Garden);
  - dritte revidierte Fassung: UA 28. Dezember 1905, Paris (Opéra-Comique);
  - vierte revidierte Fassung: UA 9. Dezember 1920, Mailand (Teatro Carcano).
- La fanciulla del West (Das Mädchen aus dem goldenen Westen). Oper in drei Akten. Libretto: Guelfo Civinini, Carlo Zangarini. UA 10. Dezember 1910 New York City (Metropolitan Opera);
  - revidierte Fassung: UA 29. Dezember 1912, Mailand (Teatro alla Scala).
- La rondine. Commedia lirica in drei Akten. Libretto: Giuseppe Adami, Alfred Maria Willner, Heinz Reichert. UA 27. März 1917, Monte-Carlo (Opéra de Monaco);
  - revidierte Fassung: UA 10. April 1920, Palermo (Teatro Massimo);
  - zweite revidierte Fassung: UA 11. April 1924, Rijeka (Teatro Verdi).
- Il trittico (Das Triptychon). UA 14. Dezember 1918, New York City (Metropolitan Opera). Bestehend aus drei Einaktern:
  - Il tabarro (Der Mantel). Libretto: Giuseppe Adami.
  - Suor Angelica (Schwester Angelica). Libretto: Giovacchino Forzano.
  - Gianni Schicchi. Libretto: Giovacchino Forzano.
- Turandot. Dramma lirico in drei Akten (Finale unvollendet). Libretto: Giuseppe Adami, Renato Simoni (1875–1952). UA (als Fragment) 25. April 1926, Mailand (Teatro alla Scala);
  - ergänzte Fassung von Franco Alfano: UA 1926 (zweite Vorstellung nach der UA), Mailand (Teatro alla Scala);
  - ergänzte Fassung von Luciano Berio: UA am 25. Mai 2002, Los Angeles (Los Angeles Opera).[3][4]

## Sonstige Werke (Auswahl)
- Messa di Gloria (Abschlussarbeit). UA 12. Juli 1880, Lucca.
- Requiem. UA 27. Januar 1905, Mailand.

## Film
- Giacomo Puccini – Die dunkle Seite des Mondes. Filmbiografie, Deutschland, 2008, 60:22 Min., Buch und Regie: Andreas Morell mit Peter Hladik als Giacomo Puccini
- Puccini – Magier der Leidenschaft. Leben und Werk des Komponisten. Dokumentarfilm, Deutschland, Österreich, Belgien, 2008, 43:44 Min., Buch und Regie: Volker Schmidt, Produktion: SWR, MDR, WDR, ORF, VRT, merkur.tv, Inhaltsangabe vom SWR, mit Puccinis Enkelin Simonetta, Riccardo Chailly, Dieter Schickling und Helmut Krausser.

## Eponyme
Der Asteroid (4579) Puccini wurde 1991 nach ihm benannt. Gleiches gilt für den Puccini Spur, einen Gebirgskamm auf der Alexander-I.-Insel in der Antarktis.